# Giuseppe Saragat
Giuseppe Saragat född 19 september 1898 i Turin, död 11 juni 1988 i Rom, var en italiensk politiker inom Italienska demokratiska socialistpartiet.

## Biografi
Som socialist tvingades Saragat leva i exil 1926-43. Han bröt sig ur socialistpartiet 1947 och bildade ett socialdemokratiskt parti. Från 1956 arbetade han emellertid för försoning och samarbete mellan vänsterpartierna.
Saragat var vice konseljpresident 1947-49 och 1954-57 samt utrikesminister 1963-64. Han var Italiens president 1964-71.